# Holoplagia guamensis
Holoplagia guamensis är en tvåvingeart som först beskrevs av Oskar Augustus Johannsen 1946.  Holoplagia guamensis ingår i släktet Holoplagia och familjen dyngmyggor. Inga underarter finns listade i Catalogue of Life.